# Paralomis formosa
El centollón (Paralomis formosa) es una especie de crustáceo decápodo que integra el género de cangrejos litódidos Paralomis. Habita el lecho marino de las frías aguas del sudoeste del océano Atlántico y parte septentrional del Antártico.

## Taxonomía, distribución y hábitat
Paralomis formosa fue descrita originalmente en el año 1888 por el científico John Robert Henderson. 
El ejemplar holotipo fue colectado en las aguas marinas frente al Río de la Plata, a 600 brazas de profundidad, sobre fondo de arena verdosa. Fueron capturados 2 adultos (macho y hembra) y 2 inmaduros.
Distribución
Se distribuye en aguas de la plataforma continental del mar Argentino (tanto en el Uruguay como en la Argentina); además en las islas Aurora, Georgias del Sur, y Orcadas del Sur. Habita en aguas oceánicas profundas y frías, generalmente en áreas próximas a la zona de ruptura de la plataforma.